# Werner Grosch (Chemiker)
Werner Grosch (* 21. Januar 1934 in Berlin; † Mai 2023) war ein deutscher Lebensmittelchemiker. Er war bis 1999 stellvertretender Leiter der Deutschen Forschungsanstalt für Lebensmittelchemie und Hochschullehrer an der TU München, bekannt wurde er auch als Mitautor des verbreiteten Lehrbuches der Lebensmittelchemie „Belitz-Grosch“ (seit 1982).

## Leben
Werner Joachim Grosch studierte nach einer kaufmännischen Lehre von 1955 bis 1961 Chemie an der Technischen Universität Berlin. 1964 promovierte er am dortigen Institut für Lebensmittelchemie bei Josef Schormüller mit einer Arbeit über das Aroma der Tomate.
Danach war er von 1962 bis 1969 wissenschaftlicher Assistent, 1969 habilitierte er sich. Ab Ende 1969 bis 1999 war er anschließend stellvertretender Direktor der Deutschen Forschungsanstalt für Lebensmittelchemie (seinerzeit in Garching), seit 1974 war er außerplanmäßiger Professor an der TU München.
Grosch hat vor allem über die Analyse und die Bildung von flüchtigen Aromastoffen geforscht, etwa bei Kaffee, Getreideprodukten und fetthaltigen Lebensmitteln und dazu zahlreiche Arbeiten veröffentlicht.

## Preise und Auszeichnungen
- 1998 Joseph-König-Gedenkmünze der Gesellschaft Deutscher Chemiker

## Veröffentlichungen (Auswahl)
- Hans-Dieter Belitz, Werner Grosch, Peter Schieberle: Lehrbuch der Lebensmittelchemie : mit 620 Tabellen 5. Auflage 2001, ISBN 978-3-540-41096-6, erste Auflage 1982, Übersetzungen ins Englische und Spanische, bislang letzte englische Auflage 2009 (Nachdruck 2016), letzte spanische Auflage 2012.
- Werner Grosch: Warum riecht Kaffee so gut?, in: Chemie in unserer Zeit, 1996, Nr. 3  126 133 (enthält einen kurzen Lebenslauf)